# Vistabella del Maestrazgo
Vistabella del Maestrazgo là một đô thị trong tỉnh Castellón, Cộng đồng Valencia, Tây Ban Nha. Đô thị Vistabella del Maestrazgo có diện tích 151 km², dân số theo điều tra năm 2010 của Viện thống kê quốc gia Tây Ban Nha là 421 người. Đô thị Vistabella del Maestrazgo nằm ở khu vực có độ cao 1246 mét trên mực nước biển.